# Manuel Agustín Duarte
Manuel Agustín Duarte (La Plata, Argentina; 23 de agosto de 2001) es un futbolista argentino. Juega de extremo y su actual club es el Barracas Central de la Primera División Argentina, a préstamo desde Defensa y Justicia.
Es hijo del futbolista argentino Silvio Duarte.

## Clubes
| Club                      | País      | Año           | Partidos | Goles |
| ------------------------- | --------- | ------------- | -------- | ----- |
| Defensa y Justicia        | Argentina | 2022          | 28       | 2     |
| Querétaro (Cedido)        | México    | 2022          | 10       | 0     |
| Defensa y Justicia        | Argentina | 2023          | 7        | 1     |
| Barracas Central (Cedido) | Argentina | 2024-presente | 1        | 1     |